# Armenische Kirche St. Georg (Teheran)

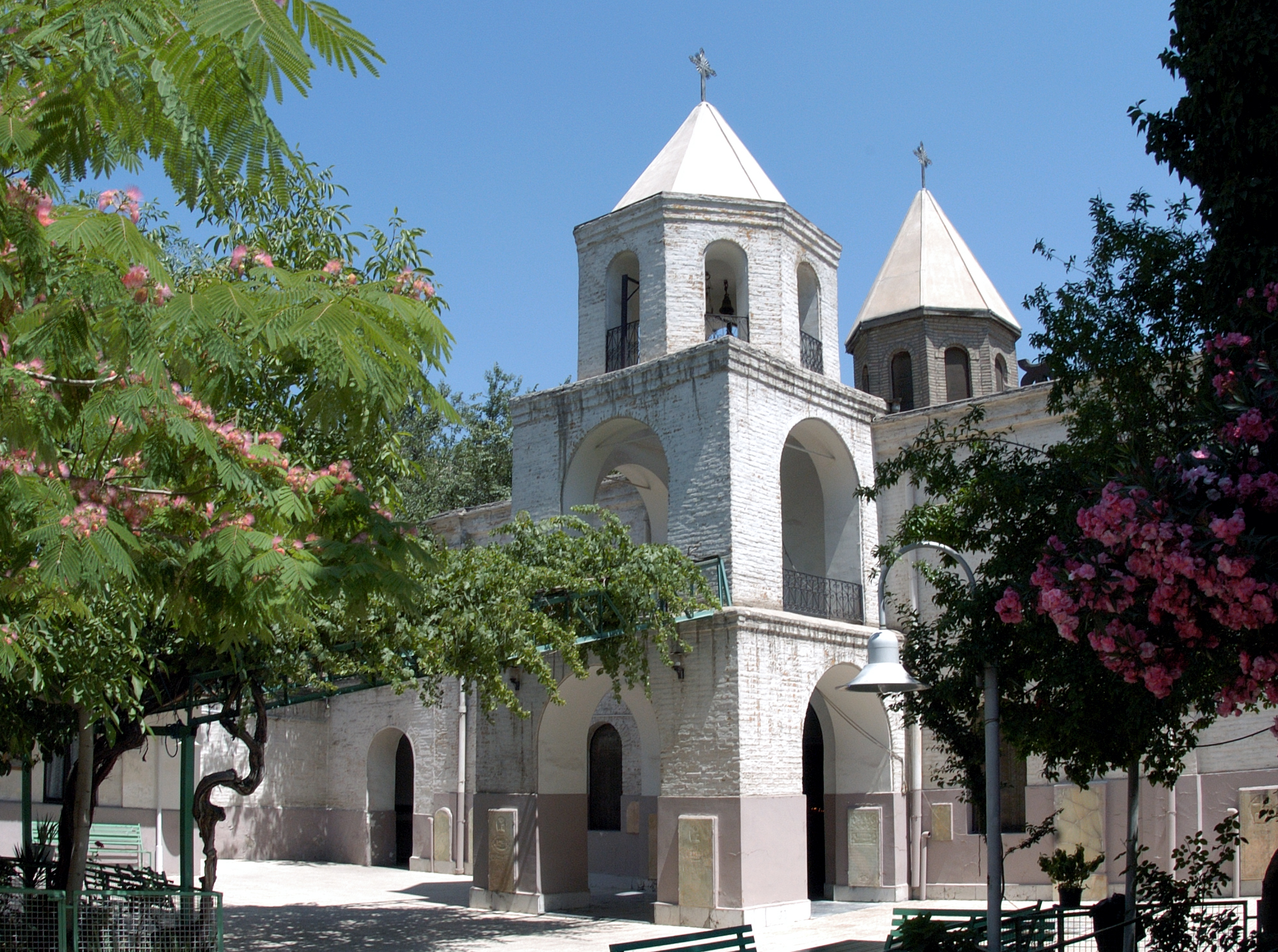
Surp Geworg in Teheran, 2014

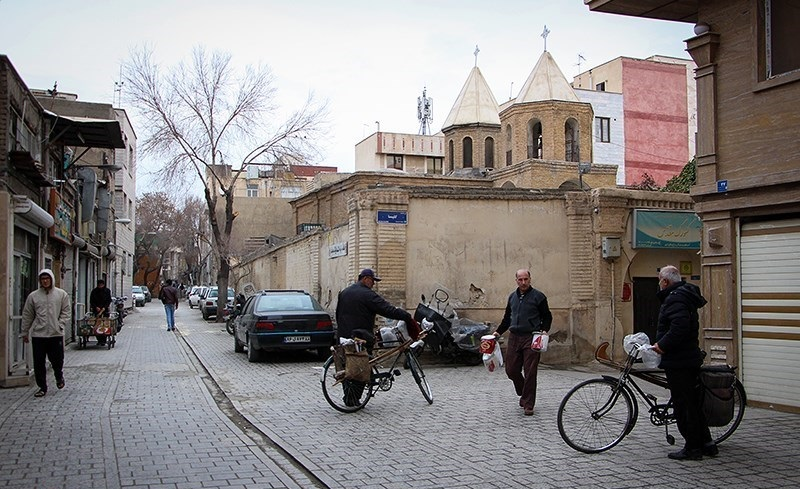
Surp Geworg in Teheran, 2017

Die Armenische Kirche St. Georg, auch Surp Gevorg (armenisch Սուրբ Գևորգ եկեղեցի Surb Gevorg jekeghezi, persisch کلیسای گئورگ مقدس), ist eine Kirche in der iranischen Hauptstadt Teheran, die im Jahre 1795 als Kapelle und 1835 als Kirche geweiht wurde. Sie gehört zum Bistum Teheran der Armenisch-Apostolischen Kirche und gilt als nach der Kirche St. Thaddäus und Bartholomäus zweitälteste Kirche der Stadt.

## Standort
Die Armenische Kirche St. Georg steht in der Darkhungah-Nachbarschaft (درخونگاه) im alten Teheraner Stadtviertel Sangeladsch (سنگلج) an der Ostseite der Amir-Maghfuri-Straße (امیر مغفوری) nördlich der Sackgasse „Kirche“ (کلیسا), gegenüber den Einmündungen der Straßen Lale (لاله) und Farzin (فرزین), 350 m östlich der Straße der Einheit des Islam (Wahdat Islami, وحدت اسلامی, ehemals Schapur-Straße) unweit des Tarfani-Basars (ehemals Qawam ad-Dawla, بازارچه قوام الدوله) und nahe beim einstigen Qazviner Stadttor Teherans (دروازه قزوین).

## Geschichte
Unter dem Kadscharen-Schah Aga Mohammed Khan wurden nach dem Sieg der Perser über die Georgier in der Schlacht von Krtsanisi im Jahre 1795 Armenier aus Tiflis und Bergkarabach in die westlichen Stadtteile der persischen Hauptstadt Teheran gebracht. Zwei dieser verschleppten Armenier, Hovsepain und Stepanian, errichteten 1795 eine kleine Kapelle St. Georg. Unter Fath Ali Schah kamen ab 1798 zahlreiche armenische Handwerker aus Dscholfa, Isfahan und Täbris nach Teheran, von denen sich viele im Viertel am Qazviner Tor niederließen. Schließlich reichte die Kapelle für die zahlreichen hier lebenden Armenier nicht mehr aus, und 1835 wurde an Stelle der Kapelle eine Kirche errichtet. In den Jahren von 1882 bis 1884 erhielt die Kirche ihr heutiges Aussehen.
1871 wurde zudem neben der Kirche eine armenische Schule eröffnet.

## Gemeindeleben
Heute leben keine Armenier mehr in der direkten Umgebung der Kirche. Dennoch finden hier jeden Sonntag Gottesdienste statt, die von Armeniern aus anderen Teilen der Stadt besucht werden. Ein wichtiger Feiertag in dieser Kirche ist der Georgstag, bei der Armenischen Apostolischen Kirche Ende September, an dem die Nacht in der Kirche verbracht und am folgenden Morgen gefeiert wird.

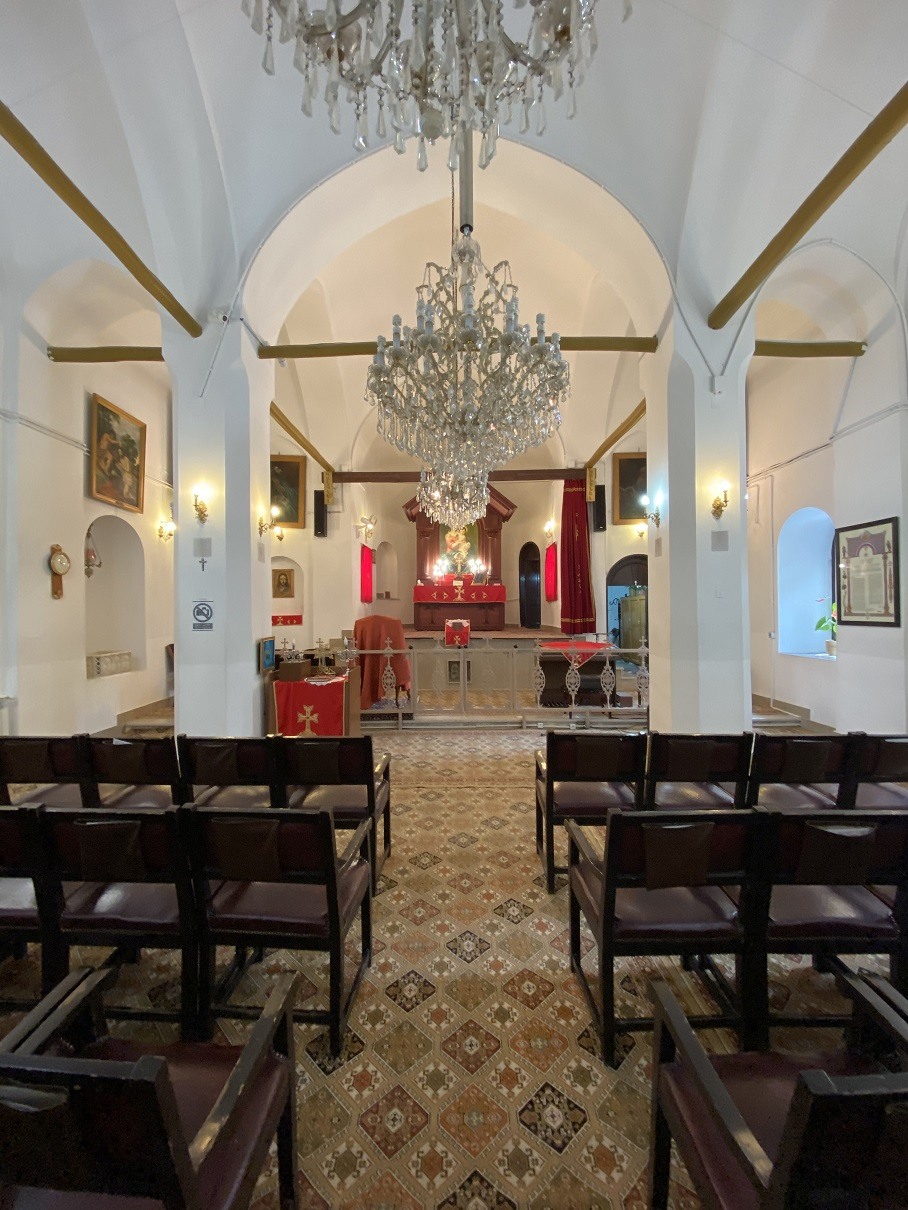
Innenansicht der Kirche

## Architektur
Die Teheraner armenische Kirche St. Georg hat einen rechteckigen Grundriss und im Inneren die Merkmale einer Kreuzkirche mit Quadratsäulen und abgewinkelten Bögen, wie man sie von der islamischen Architektur kennt, und hat über der Vierung eine Kuppel auf einem achtkantigen Tambour mit acht Rundbogenfenstern und einem Pyramidendach mit Kreuz an der Spitze. Die Kirche ist von der georgischen Architektur beeinflusst und prächtiger als die Sankt-Sarkis-Kathedrale (Teheran). Als geostete Kirche hat sie ihren Altar im Osten. Der dreigeschossige, vierkantige, im Glockenturm achtkantige Narthex, ebenfalls mit Pyramidendach und Kreuz, wurde aus Platzgründen nicht im Westen, sondern im Süden der Kirche gebaut.

## Hier begrabene Personen

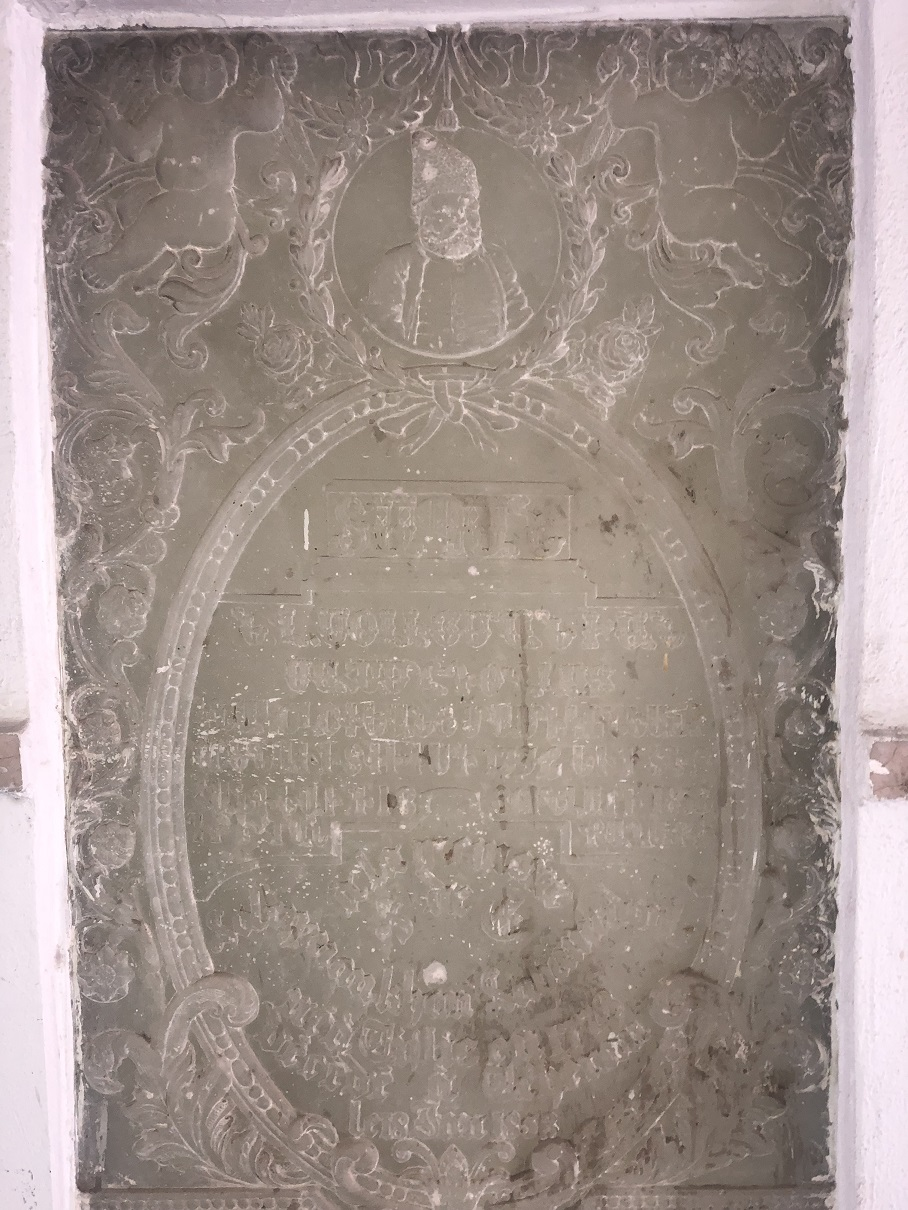
Grab des Martiros Khan Davidkhanian

- Soleiman Khan Enagolopian Saham od-Dowleh (سلیمانخان سهامالدوله) (gestorben 1853) – iranisch-armenischer Staatsmann
- Hakob Hovnatanian (1809–1881) – Künstler
- Martiros Khan Davidkhanian (مارتیروس خان, 1843–1905) – iranisch-armenischer General